# Playa del Saler
Playa de El Saler
La playa de El Saler es una playa del municipio de Valencia, España. La característica principal de esta playa es su entorno natural, su arena fina, y su gran extensión. Se conocen urbanizaciones como proval por su constructora o Pulpitos por ser unas fincas que parecen patas de pulpo.

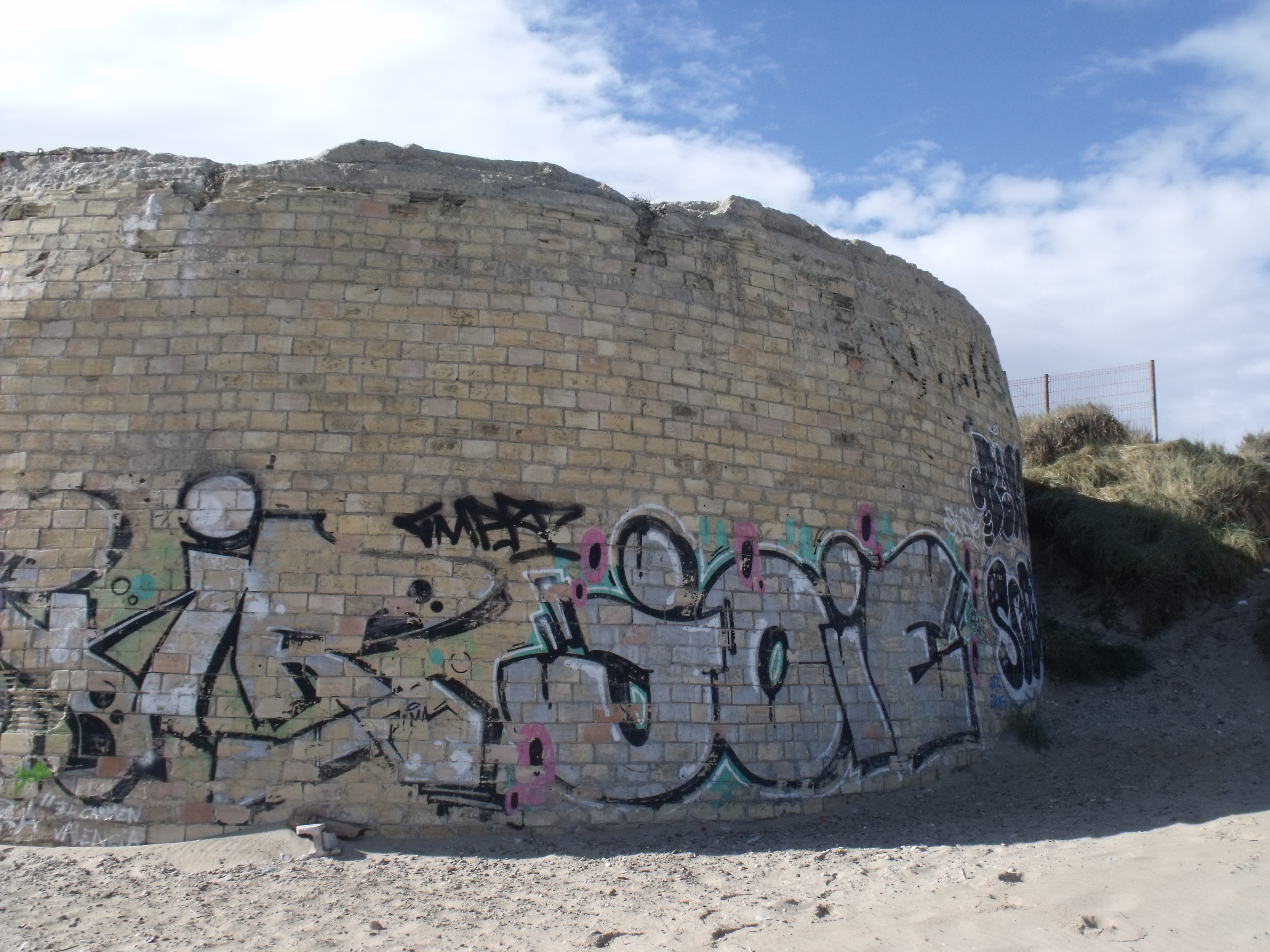
Emplazamiento de artillería costera construido durante la Guerra Civil.

## Situación
Esta playa se sitúa al sur de la playa de Pinedo, y al norte de la playa de la Devesa, al oeste está delimitada por la marjal y la albufera, ya que se encuentra dentro de los límites del parque natural de la Albufera.